# 해나 아터턴
해나 아터턴(Hannah Arterton, 1989년 1월 26일 ~)은 잉글랜드의 배우이다. 2009년에 결성한 그룹 'The Hitmen and Her'의 리드 싱어로 활동하다 2012년 배우로 전향했다. 배우 제마 아터턴의 여동생이기도 하다.

## 필모그래피

### 영회
| 년도 | 제목           | 배역   | 비고 |
| ---- | -------------- | ------ | ---- |
| 2012 | 아틀란티스     | 코리나 |      |
| 2014 | 하이드 앤 시크 | 샬롯   |      |
| 2014 | 할리데이       | 테일러 |      |